# Bahnhof Stommeln
Der Haltepunkt Stommeln ist ein Haltepunkt an der Bahnstrecke Rheydt–Köln-Ehrenfeld im Rhein-Erft-Kreis. Er wird von der Rhein-Erft-Bahn (RB27) und vom Rhein-Erft-Express (RE8) bedient. Er ist neben dem Bahnhof Pulheim einer von zwei Bahnhöfen im Stadtgebiet von Pulheim.

## Geschichte Personenbahnhof

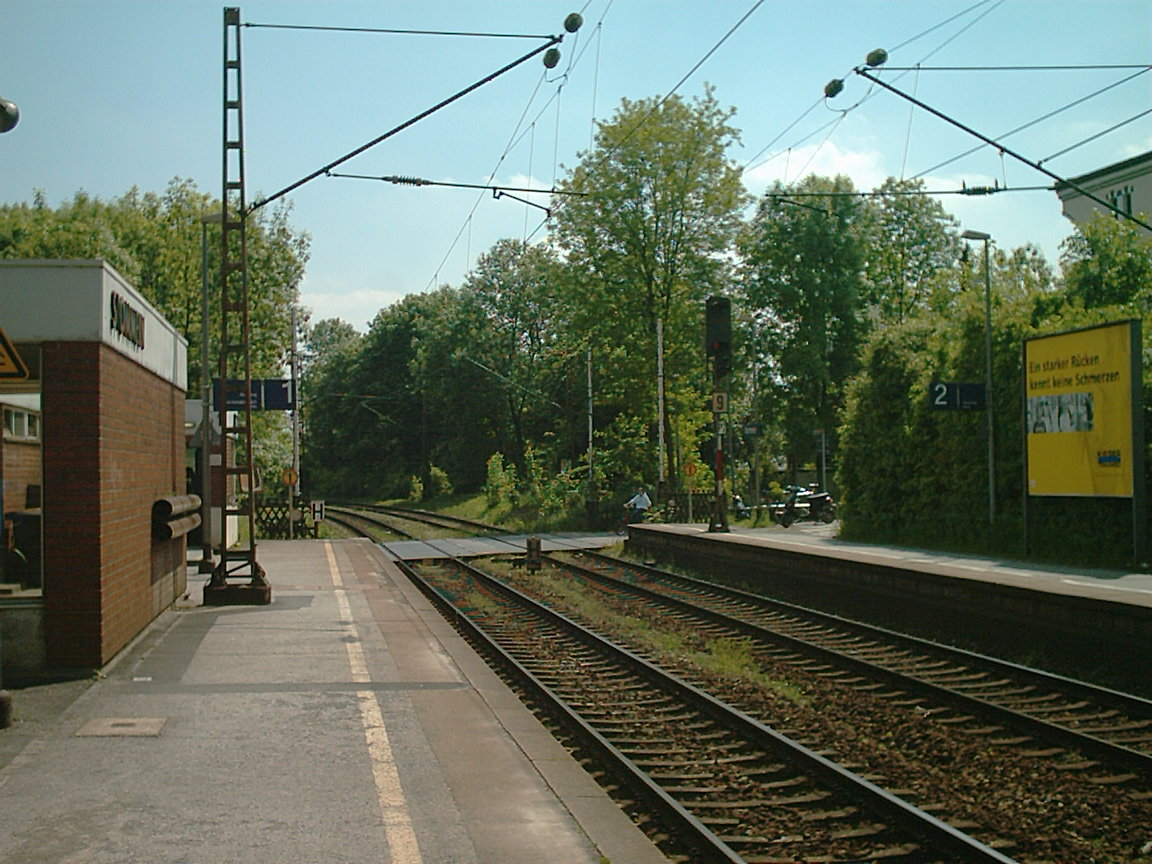
Blick Richtung Süden, links das neuere Bahnhofsgebäude

Alter Güter- und Verladebahnhof

Der Bahnhof in Stommeln wurde am 1. März 1898 in Richtung Grevenbroich eröffnet und hatte zum damaligen Zeitpunkt nur ein Gleis. Die Strecke Richtung Köln wurde ein Jahr später freigegeben, da hier die Bauarbeiten noch nicht fertiggestellt waren. 1905 wurde die Strecke zweigleisig ausgebaut.
In den 1970er Jahren wurde das alte Bahnhofsgebäude stillgelegt und ein deutlicher kleinerer Neubau eröffnete direkt an der Schranke etwa 100 Meter weiter südlich. Das alte Bahnhofsgebäude diente bis in den 1960er Jahren auch als Kneipe und wurde an Privat verkauft.
1999 wurde das Abstellgleis, das zuvor für Sonderzüge oder für Ladetätigkeiten nutzbar gewesen war, am Nordende des Bahnhofes zugunsten einer Erweiterung des benachbarten Lagers und Baumarktes abgetragen. Die Weiche zum Gleiswechsel wurde nicht entfernt.
Im März 2001 wurde der Bahnhof noch einmal modernisiert und dem neuen Farbschema der Deutschen Bahn angepasst.
Von Dezember 2006 bis Dezember 2009 endeten zwischen 9 und 16 Uhr die Züge der RB27 in Stommeln und fuhren von dort aus leer weiter nach Rommerskirchen. Heute enden die genannten Fahrten mit Fahrgästen in Rommerskirchen.
Im April 2008 wurde auch das in den 1970er Jahren errichtete Bahnhofsgebäude stillgelegt, da die Strecke seitdem aus der Betriebszentrale Duisburg ferngesteuert wird. Der ehemals örtliche Fahrdienstleiter, der seinen Arbeitsplatz im Stellwerksteil des Empfangsgebäudes hatte, ist seit diesem Zeitpunkt hinfällig. Dafür wurde auch eine neue Schrankenanlage installiert und das Hauptsignal am Bahnhof entfernt.
Im Dezember 2008 wurden auch die Weichen zum Gleiswechsel am Nordende des Haltepunktes entfernt.
Der Haltepunkt wurde im Jahr 2011 gründlich modernisiert und das Gelände umgestaltet. Südlich der Schrankenanlage wurde ein neuer Parkplatz erschlossen, der alte Parkplatz verkleinert und in einen Warte- und Parkbereich für Taxen und Fahrräder umgestaltet. Außerdem wurde eine elektronische Fahrgastauskunft an den Gleisen installiert, und am westlichen Gleis 2 in Richtung Köln eröffnete ein Kiosk.

## Güter- und Verladebahnhof
Der Güter- und Verladebahnhof Stommeln wurde Ende der 1950er Jahre stillgelegt. Heute befinden sich noch einige Schienenreste und Gebäude mit Verladerampen auf dem Gelände eines Baumarktes. An dem Güterbahnhof wurden überwiegend Stahlteile verladen, die im Nachbarort Pulheim im damaligen Walzwerk hergestellt wurden.
Der Güterbahnhof wurde im Zweiten Weltkrieg vereinzelt von britischen Jagdbombern angegriffen und dabei beschädigt.

## Bedienung
Der Bahnhof wird im Regionalverkehr von den Linien RE8 und RB27 bedient, welche zusammen einen Halbstundentakt nach Mönchengladbach sowie Köln und Koblenz herstellen.
| Linie | Zuglauf | Taktfrequenz |
| ----- | --- | ------------ |
| RE 8  | Rhein-Erft-Express: (Mönchengladbach Hbf – Rheydt Hbf – Rheydt-Odenkirchen – Hochneukirch – Jüchen – Grevenbroich –)* Rommerskirchen – Stommeln – Pulheim – Köln-Ehrenfeld – Köln Hbf – Köln Messe/Deutz – Porz (Rhein) – Troisdorf – Friedrich-Wilhelms-Hütte – Menden (Rheinl) – Bonn-Beuel – Bonn-Oberkassel – Niederdollendorf – Königswinter – Rhöndorf – Bad Honnef (Rhein) – Unkel – Linz (Rhein) – Bad Hönningen – Rheinbrohl – Neuwied – Urmitz Rheinbrücke – Koblenz-Lützel – Koblenz Stadtmitte – Koblenz Hbf * nur werktags Stand: Fahrplanwechsel Dezember 2023                                | 60 min       |
| RB 27 | Rhein-Erft-Bahn: Mönchengladbach Hbf – Rheydt Hbf – Rheydt-Odenkirchen – Hochneukirch – Jüchen – Grevenbroich – Rommerskirchen – Stommeln – Pulheim – Köln-Ehrenfeld – Köln Hbf – Köln Messe/Deutz – Köln/Bonn Flughafen – Troisdorf – Friedrich-Wilhelms-Hütte – Menden (Rheinl) – Bonn-Beuel – Bonn-Oberkassel – Niederdollendorf – Königswinter – Rhöndorf – Bad Honnef (Rhein) – Unkel – Erpel (Rhein) – Linz (Rhein) – Leubsdorf (Rhein) – Bad Hönningen – Rheinbrohl – Leutesdorf (Rhein) – Neuwied – Engers – Vallendar – Koblenz-Ehrenbreitstein – Koblenz Hbf Stand: Fahrplanwechsel Dezember 2023 | 60 min       |